# Brachystemma calycinum
Brachystemma calycinum är en nejlikväxtart som beskrevs av David Don. Brachystemma calycinum ingår i släktet Brachystemma och familjen nejlikväxter. Inga underarter finns listade i Catalogue of Life.